# Pervomaiskyi
Zlatopil (em ucraniano:   Первомайський) é uma cidade da Ucrânia, situada no Oblast de Carcóvia. Tem 30,8 km² de área e sua população em 2020 foi estimada em 29.059 habitantes.